# Two-Gun Gussie
Two-Gun Gussie è una comica muta del 1918 di Alfred J. Goulding con Harold Lloyd.

## Trama
Un gentile e giovane uomo ha lasciato casa, e ora suona il piano forte in un bar nell'ovest. Il pericoloso criminale Dagger-Tooth Dan entra nel bar dove il giovane sta suonando. Subito dopo, anche lo sceriffo del luogo arriva, con qualche lettera che ha ricevuto. Dan le nota, e cambia le informazioni in esse per far pensare allo sceriffo che il pianista sia il pericoloso.